# دوران الغلاف الجوي

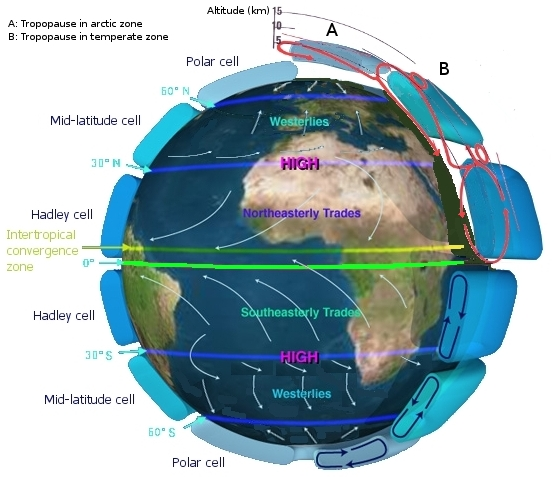
تصوير مثالي لحركة دوران الغلاف الجوي.

دوران الغلاف الجوي " Atmospheric circulation " هي حركات هوائية طولية وعرضية، مكونة دورات من مختلف الأشكال والمقاييس. فمنها ما يكون على مقياس صغير جداً، وتكون دورة حركة الغلاف الجوي واسعة في الهواء، ويتم خلال حركة الدوران هذه توزيع للطاقة الحرارية على سطح الأرض. وتختلف هيئة الدوران من سنة إلى أخرى، ولكن البنية المناخية الأساسية تكون ثابتة إلى حد ما.
فعند خطوط العرض الاستوائية الحارة يرتفع الهواء الدافئ إلى طبقات الجو العليا ويتدفق باتجاه القطبين حاملاً معه طاقة حرارية من خطوط العرض الدافئة ذات الطاقة الحرارية الكبيرة الفائضة – تعد مصادر الطاقة ( source ) – إلى خطوط العرض القطبية الباردة التي تعاني من عجز الطاقة الحرارية – مراكز امتصاص الطاقة ( sink ) – ليتم تكدس وتدفق الهواء القطبي البارد باتجاه خطوط العرض الدنيا المدارية والاستوائية، تماماً كما يحدث في المحرك الحراري الذي يعمل باتجاه واحد بين أجزاء عالية الحرارة وأجزاء منخفضة الحرارة.
.

## الدوران الجوي العرضي

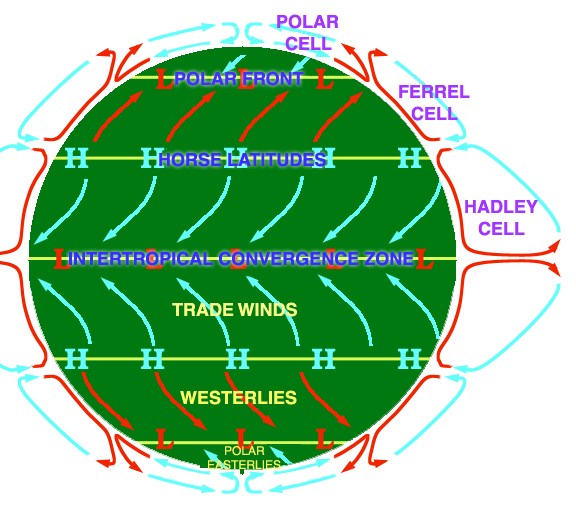
An idealised view of three large circulation cells.

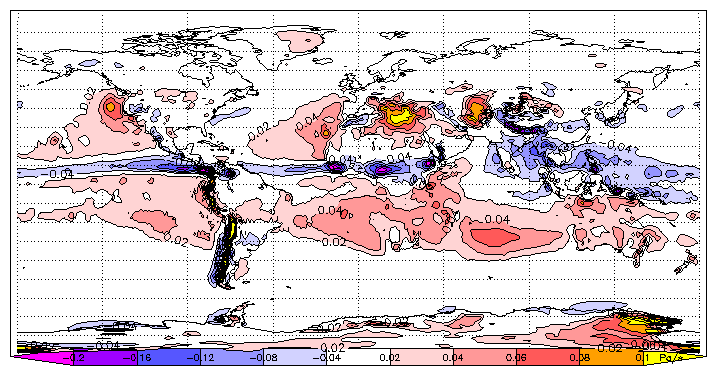
السرعة العمودية في 500HPA في متوسط شهر يوليو تموز. وتتركز صعود القيم السالبة على مقربة من خط الإستواء، ونسب القيم الموجبة أكثر إنتشاراً. وتحدث هذه بشكل رئيسي في خلية هادلي.

يتم تنظيم الدوران عبر ثلاثة خلايا: خلية هادلي، خلية فيريل، خلية القطبية. وخلافاً للانطباع المعين في الرسوم البيانية لحركة الدوران إلا أن الغالبية العظمى من الحركة الدورانية الرأسية للجو تحدث في خلية هادلي، وهناك تفسيرات أخرى للخليتين الأخرى ولكنها معقدة.
ويمكننا الحديث بشكل مختصر عن كل من الخلايا العرضية فيما يلي:

### خلية هادلي
تخترق تيارات الحمل الهوائية التصاعدية الاستوائية طبقة التروبوسفير واصلة إلى حد التروبوبوز، ومن هناك تتجه شمالاً وجنوباً باتجاه القطبين حاملة معها عبر الأجواء المدارية مقداراً عظيماً من الطاقة على شكل طاقة كامنة (gz) وطاقة حرارية محسوبة (CPT) إلى أجواء العروض الوسطى والعليا . وأثناء ذلك تحدث عمليات تبادل حراري بينها وبين هواء طبقات الجو التي تعبرها . فيتحول جزء من طاقتها الحرارية المحسوبة إلى أشعة تحت الحمراء تعمل على تسخين الجو ومن ثم تضيع إلى الفضاء الخارجي.

### الخلية القطبية
تقع هذه الخلية في كل من نصفي الكرة الأرضية في العروض العليا والقطبية بين درجتي فالعرض 60ْ و 90ْ شمالاً وجنوباً متوسطة؛ وتشبه دورة هادلي، لكنها تجري على مقياس أصغر، ويسود فوق كل من القطبين في طبقات الجو العالية ضغط منخفض، تتحلق حوله التيارات الهوائية الغربية العلوية، التي ما تلبث أن تهبط خلاله إلى سطح الأرض، فتتحول طاقتها الكامنة ( mgZ ) إلى طاقة حرارية محسوسة (CpT) تحافظ على التوازن الحراري للعروض القطبية، وتشكل فوقها على ارتفاعات قريبة من سطح الأرض طبقة انقلاب حراري تعزل العروض القطبية عن التغيرات التي تحصل في الغلاف الجوي الحر فوقها. وتتضافر البرودة الشديدة مع الحركات الهوائية الهابطة مشكلة ضغطاً مرتفعاً على السطح يعرف بالضغط المرتفع القطبي (Polar High). تنطلق منه رياح سطحية قطبية باردة نحو العروض الوسطى والدنيا . وبسبب قوة كوريوليس تنحرف نحو يمينها في النصف الشمالي من الكرة الأرضية مشكلة رياحاً شمالية شرقية، ونحو يسارها في النصف الجنوبي مشكلة رياحاً جنوبية شرقية تعرف عادة بالشرقيات القطبية (Polar easterlies) . تدفع هذه الرياح في مقدمتها جبهة باردة تعرف بالجبهة القطبية (Polar Front) تفصل بينها وبين الرياح المدارية الدافئة المتجهة عبر العروض الوسطى إلى العروض العليا والقطبية. ويتشكل على طول هذه الجبهة نطاق من الضغط المنخفض يعرف بالضغط المنخفض شبه القطبي (Subpolar Low) عند دائرة 60ْ شمالاً وجنوباً وسطياً, تتجمع عنده الرياح السطحية وترتفع فوق الجبهة القطبية عائدة من الرياح الغربية العالية إلى القطب حيث تهبط ببطء إلى سطح الأرض مكملة الخلية القطبية.

### خلية فيريل
يطلق على هذه الخلية كذلك خلية العروض الوسطى، وتعود تسميتها عالم الأرصاد الجوي الأمريكي فيريل الذي اقترح وجودها بين خلية هادلي والخلية القطبية في كل من نصفي الكرة الأرضية. وفي هذه الخلية تهب الرياح عبر العروض الوسطى من أظراف حزامي الضغوط المرتفعة شبه المدارية متجهة إلى العروض العليا والقبية على كافه المستويات السطحية والعالمية محتفظة بزخمها الزاوي فتزداد سرعتها عندما تعبر دوائر العرض التي تصغر باتجاه القطبين، وما أن تتحرك هذه الرياح مسافة قصيرة حتى تحرفها قوة كوريولس نحو يمينها في النصف الشمالي من الكرة الأرضية، ونحو يسارها في النصف الجنوبي. وبسبب انعدام قوة الاحتكاك في طبقات الجو العلية تهب الرياح العلوية مشكلة رياحاً نطاقية تتجه من الغرب إلى الشرق تعرف بالغربيات العلوية (upper westerlies ) متحلقة حول الضغط المنخفض القطبي العلوي، – ولوجود قوة الاحتكاك – تهب الرياح في النصف الشمالي من الكرة الأرضية من الجنوب الغربي نحو الشمال الشرقي ومن الشمال الغربي نحو الجنوب الشرقي في نصف الكرة الجنوبي مشكلة ما يعرف بالغربيات السطحية ( surface westerlies ) أو العكسيات لأن اتجاهها معاكساً لاتجاه الشرقيات المدارية، وتعرف أحياناً بالغربيات السائدة (pre ) (vailing westerlies ).

## الدوران الجوي الرأسي

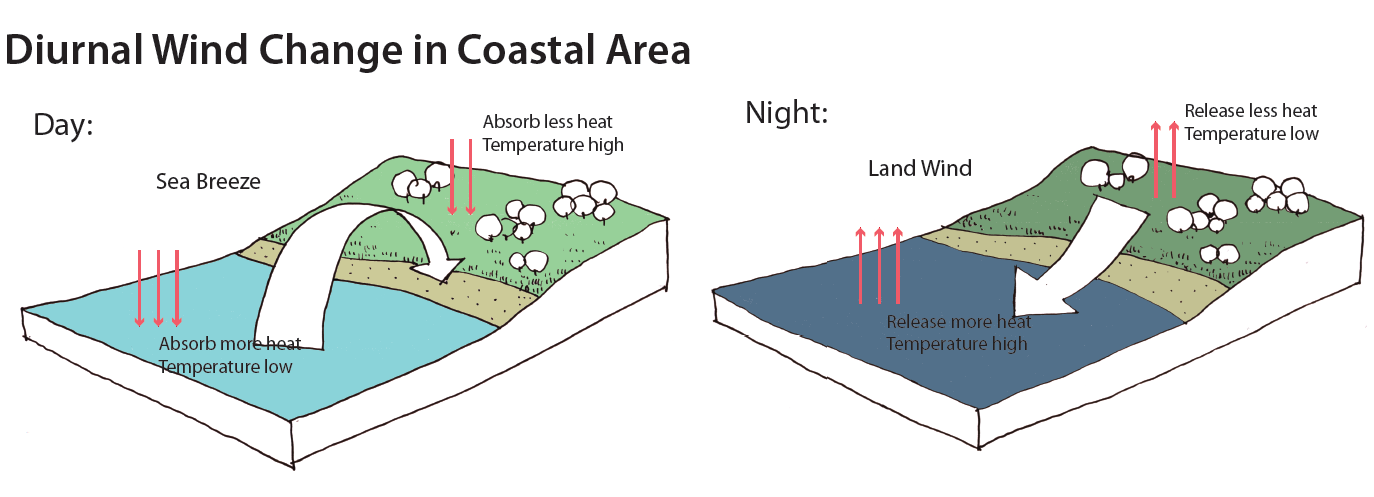
تغير حركة الرياح في النهار على المناطق الساحلية.

في حين أن خلايا هادلي وفيريل والخلايا القطبية هي العوامل الرئيسية في توزيع الحرارة على سطح الأرض، إلا أنها لا تعمل وحدها في ذلك، فالدوران الرأسي عبر خطوط الطول يساهم في توزيع الحرارة كذلك.